# 5076 Lebedev-Kumach
5076 Lebedev-Kumach este un asteroid din centura principală, descoperit pe 26 septembrie 1973, de Liudmila Cernîh.